# A D.Gray-man fejezeteinek listája
Ez a lista Hosino Kacura D.Gray-man című mangasorozatának fejezeteit sorolja fel.

## Kötetek
| Kötet | Cím | Cím | Megjelenési dátum                                                                                                   | Megjelenési dátum                                                                                                   |  |
| ----- | --- | --- | --- | --- |  |
|       | | | | |  |
| 1     | OPENING | OPENING | 2004. október 4. | 2004. október 4. |  |
| 1     | Fejezetek - 001. Opening (オープニング) - 002. Mangecu no joru (満月の夜; Hepburn: Mangetsu no yoru) - 003. Pentakuru (ペンタクル; Hepburn: Pentakuru) - 004. Kakugo to hadzsimari (覚悟と始まり; Hepburn: Kakugo to hajimari) - 005. Kuro no Kjódan (黒の教団; Hepburn: Kuro no Kyōdan) - 006. Njúdzsó (入城; Hepburn: Nyūjō) - 007. Hanmei to jukuszaki (判明と行く先; Hepburn: Hanmei to yukusaki) | Fejezetek - 001. Opening (オープニング) - 002. Mangecu no joru (満月の夜; Hepburn: Mangetsu no yoru) - 003. Pentakuru (ペンタクル; Hepburn: Pentakuru) - 004. Kakugo to hadzsimari (覚悟と始まり; Hepburn: Kakugo to hajimari) - 005. Kuro no Kjódan (黒の教団; Hepburn: Kuro no Kyōdan) - 006. Njúdzsó (入城; Hepburn: Nyūjō) - 007. Hanmei to jukuszaki (判明と行く先; Hepburn: Hanmei to yukusaki) | Szereplő(k) a borítón - Allen Walker - Ezeréves Gróf Oldalszám 200                                                  | Szereplő(k) a borítón - Allen Walker - Ezeréves Gróf Oldalszám 200                                                  |  |
| 1     | ISBN: ISBN 4-08-873691-5 | | | |  |
|       | | | | |  |
| 2     | Cucsi okina to Kúja no Aria (土翁と空夜のアリア; Hepburn: Tsuchi Okina to kūya no Aria) | Cucsi okina to Kúja no Aria (土翁と空夜のアリア; Hepburn: Tsuchi Okina to kūya no Aria) | 2004. december 27.                                                                                                  | 2004. december 27.                                                                                                  |  |
| 2     | Fejezetek - 008. Ninmu kaisi (任務開始; Hepburn: Ninmu kaishi) - 009. Cucsi okina to Kúja no Aria 1 (土翁と空夜のアリア①; Hepburn: "Tsuchi okina to Kūya no Aria 1") - 010. Cucsi okina to Kúja no Aria 2 (土翁と空夜のアリア②; Hepburn: "Tsuchi okina to Kūya no Aria 2") - 011. Cucsi okina to Kúja no Aria 3 (土翁と空夜のアリア③; Hepburn: "Tsuchi okina to Kūya no Aria 3") - 012. Cucsi okina to Kúja no Aria 4 (土翁と空夜のアリア④; Hepburn: "Tsuchi okina to Kūya no Aria 4") - 013. Cucsi okina to Kúja no Aria 5 (土翁と空夜のアリア⑤; Hepburn: "Tsuchi okina to Kūya no Aria 5") - 014. Cucsi okina to Kúja no Aria 6 (土翁と空夜のアリア⑥; Hepburn: "Tsuchi okina to Kūya no Aria 6") - 015. Cucsi okina to Kúja no Aria 7 (土翁と空夜のアリア⑦; Hepburn: "Tsuchi okina to Kūya no Aria 7") - 016. Cucsi okina to Kúja no Aria 8 (土翁と空夜のアリア⑧; Hepburn: "Tsuchi okina to Kūya no Aria 8")                                    | Fejezetek - 008. Ninmu kaisi (任務開始; Hepburn: Ninmu kaishi) - 009. Cucsi okina to Kúja no Aria 1 (土翁と空夜のアリア①; Hepburn: "Tsuchi okina to Kūya no Aria 1") - 010. Cucsi okina to Kúja no Aria 2 (土翁と空夜のアリア②; Hepburn: "Tsuchi okina to Kūya no Aria 2") - 011. Cucsi okina to Kúja no Aria 3 (土翁と空夜のアリア③; Hepburn: "Tsuchi okina to Kūya no Aria 3") - 012. Cucsi okina to Kúja no Aria 4 (土翁と空夜のアリア④; Hepburn: "Tsuchi okina to Kūya no Aria 4") - 013. Cucsi okina to Kúja no Aria 5 (土翁と空夜のアリア⑤; Hepburn: "Tsuchi okina to Kūya no Aria 5") - 014. Cucsi okina to Kúja no Aria 6 (土翁と空夜のアリア⑥; Hepburn: "Tsuchi okina to Kūya no Aria 6") - 015. Cucsi okina to Kúja no Aria 7 (土翁と空夜のアリア⑦; Hepburn: "Tsuchi okina to Kūya no Aria 7") - 016. Cucsi okina to Kúja no Aria 8 (土翁と空夜のアリア⑧; Hepburn: "Tsuchi okina to Kūya no Aria 8")                                    | Szereplő(k) a borítón - Kanda Jú Oldalszám 184                                                                      | Szereplő(k) a borítón - Kanda Jú Oldalszám 184                                                                      |  |
| 2     | ISBN: ISBN 4-08-873760-1 | | | |  |
|       | | | | |  |
| 3     | Makimodosi no macsi (巻き戻しの街; Hepburn: Makimodoshi no machi) | Makimodosi no macsi (巻き戻しの街; Hepburn: Makimodoshi no machi) | 2005. március 4. | 2005. március 4. |  |
| 3     | Fejezetek - 017. Kuro no Kjódan kaimecu dzsiken (黒の教団壊滅事件; Hepburn: Kuro no Kyōdan kaimetsu jiken) - 018. Kuro no Kjódan kaimecu dzsiken aratame, Kuro no Kjódan kaimecu miszui dzsikan (黒の教団壊滅事件改め黒の教団壊滅未遂事件; Hepburn: Kuro no Kyōdan kaimetsu jiken aratame, Kuro no Kyōdan kaimetsu misui jikan) - 019. Makimodosi no macsi (巻き戻しの街; Hepburn: Makimodoshi no machi) - 020. Jakutatazu (役立たず; Hepburn: Yakutatazu) - 021. Szessoku (接触; Hepburn: Sesshoku) - 022. Ningen (人間; Hepburn: Ningen) - 023. Akuma (悪魔; Hepburn: Akuma) - 024. Miranda Rottó no hacudó (ミランダ·ロットーの発動; Hepburn: Miranda Rottō no hatsudō) - 025. Szaiszei (再生; Hepburn: Saisei) - 026. Macsi ni juki ga furi (街に雪が降り; Hepburn: Machi ni yuki ga furi) | Fejezetek - 017. Kuro no Kjódan kaimecu dzsiken (黒の教団壊滅事件; Hepburn: Kuro no Kyōdan kaimetsu jiken) - 018. Kuro no Kjódan kaimecu dzsiken aratame, Kuro no Kjódan kaimecu miszui dzsikan (黒の教団壊滅事件改め黒の教団壊滅未遂事件; Hepburn: Kuro no Kyōdan kaimetsu jiken aratame, Kuro no Kyōdan kaimetsu misui jikan) - 019. Makimodosi no macsi (巻き戻しの街; Hepburn: Makimodoshi no machi) - 020. Jakutatazu (役立たず; Hepburn: Yakutatazu) - 021. Szessoku (接触; Hepburn: Sesshoku) - 022. Ningen (人間; Hepburn: Ningen) - 023. Akuma (悪魔; Hepburn: Akuma) - 024. Miranda Rottó no hacudó (ミランダ·ロットーの発動; Hepburn: Miranda Rottō no hatsudō) - 025. Szaiszei (再生; Hepburn: Saisei) - 026. Macsi ni juki ga furi (街に雪が降り; Hepburn: Machi ni yuki ga furi) | Szereplő(k) a borítón - Lenalee Lee Oldalszám 208                                                                   | Szereplő(k) a borítón - Lenalee Lee Oldalszám 208                                                                   |  |
| 3     | ISBN: ISBN 4-08-873784-9 | | | |  |
|       | | | | |  |
| 4     | Genszui no kikjú (元帥の危急; Hepburn: Gensui no kikyū) | Genszui no kikjú (元帥の危急; Hepburn: Gensui no kikyū) | 2005. május 2. | 2005. május 2. |  |
| 4     | Fejezetek - 027. Fusin (不審; Hepburn: Fushin) - 028. Dan fuku (団服; Hepburn: Dan fuku) - 029. Genszui no kikjú (元帥の危急; Hepburn: Gensui no kikyū) - 030. Jukuefumei (行方不明; Hepburn: Yukuefumei) - 031. Kodzsó no kjúkecuki 1 -Nazo no sisa- (孤城の吸血鬼①―謎の使者―; Hepburn: Kojō no kyūketsuki 1 -Nazo no shisha-) - 032. Kodzsó no kjúkecuki 2 -Ekuszosiszuto VS kjúkecuki- (孤城の吸血鬼②―エクソシストVS吸血鬼―; Hepburn: Kojō no kyūketsuki 2 -Ekusoshisuto VS kyūketsuki-) - 033. Kodzsó no kjúkecuki 3 -Kurórí dzsó- (孤城の吸血鬼③―クロウリー城―; Hepburn: Kojō no kyūketsuki 3 -Kurōrī jō-) - 034. Kodzsó no kjúkecuki 4 -Kiravare mono- (孤城の吸血鬼④―嫌われ者―; Hepburn: Kojō no kyūketsuki 4 -Kiraware mono-) - 035. Kodzsó no kjúkecuki 5 -Eriáde- (孤城の吸血鬼⑤―エリアーデ―; Hepburn: Kojō no kyūketsuki 5 -Eriāde-) - 036. Kodzsó no kjúkecuki 6 -Kikan- (孤城の吸血鬼⑥―帰還―; Hepburn: Kojō no kyūketsuki 6 -Kikan-) | Fejezetek - 027. Fusin (不審; Hepburn: Fushin) - 028. Dan fuku (団服; Hepburn: Dan fuku) - 029. Genszui no kikjú (元帥の危急; Hepburn: Gensui no kikyū) - 030. Jukuefumei (行方不明; Hepburn: Yukuefumei) - 031. Kodzsó no kjúkecuki 1 -Nazo no sisa- (孤城の吸血鬼①―謎の使者―; Hepburn: Kojō no kyūketsuki 1 -Nazo no shisha-) - 032. Kodzsó no kjúkecuki 2 -Ekuszosiszuto VS kjúkecuki- (孤城の吸血鬼②―エクソシストVS吸血鬼―; Hepburn: Kojō no kyūketsuki 2 -Ekusoshisuto VS kyūketsuki-) - 033. Kodzsó no kjúkecuki 3 -Kurórí dzsó- (孤城の吸血鬼③―クロウリー城―; Hepburn: Kojō no kyūketsuki 3 -Kurōrī jō-) - 034. Kodzsó no kjúkecuki 4 -Kiravare mono- (孤城の吸血鬼④―嫌われ者―; Hepburn: Kojō no kyūketsuki 4 -Kiraware mono-) - 035. Kodzsó no kjúkecuki 5 -Eriáde- (孤城の吸血鬼⑤―エリアーデ―; Hepburn: Kojō no kyūketsuki 5 -Eriāde-) - 036. Kodzsó no kjúkecuki 6 -Kikan- (孤城の吸血鬼⑥―帰還―; Hepburn: Kojō no kyūketsuki 6 -Kikan-) | Szereplő(k) a borítón - Lavi Oldalszám 206                                                                          | Szereplő(k) a borítón - Lavi Oldalszám 206                                                                          |  |
| 4     | ISBN: ISBN 4-08-873810-1 | | | |  |
|       | | | | |  |
| 5     | Jokaku (予覚; Hepburn: Yokaku) | Jokaku (予覚; Hepburn: Yokaku) | 2005. július 4. | 2005. július 4. |  |
| 5     | Fejezetek - 037. Kodzsó no kjúkecuki 7 -Górjú- (孤城の吸血鬼⑦―合流―; Hepburn: Kojō no kyūketsuki 7 -Gōryū-) - 038. Kodzsó no kjúkecuki 8 -Ai, barabara- (孤城の吸血鬼⑧―愛、薔薇薔薇―; Hepburn: Kojō no kyūketsuki 8 -Ai, barabara-) - 039. Kodzsó no kjúkecuki 9 -Koi- (孤城の吸血鬼⑨―コイ―; Hepburn: Kojō no kyūketsuki 9 -Koi-) - 040. Kodzsó no kjúkecuki 10 -Rijú- (孤城の吸血鬼⑩―理由―; Hepburn: Kojō no kyūketsuki 10 -Riyū-) - 041. Jokaku (予覚; Hepburn: Yokaku) - 042. Szannin no otoko to hitori no kodomo (三人の男と一人の子供; Hepburn: Sannin no otoko to hitori no kodomo) - 043. Kakataisó (呵呵大笑; Hepburn: Kakataishō) - 044. Kidzsó no szúdzsi (机上の数字; Hepburn: Kijō no sūji) - 045. Sign - 046. Kuroszu Marian no fuin (クロス·マリアンの訃音; Hepburn: Kurosu Marian no fuin) | Fejezetek - 037. Kodzsó no kjúkecuki 7 -Górjú- (孤城の吸血鬼⑦―合流―; Hepburn: Kojō no kyūketsuki 7 -Gōryū-) - 038. Kodzsó no kjúkecuki 8 -Ai, barabara- (孤城の吸血鬼⑧―愛、薔薇薔薇―; Hepburn: Kojō no kyūketsuki 8 -Ai, barabara-) - 039. Kodzsó no kjúkecuki 9 -Koi- (孤城の吸血鬼⑨―コイ―; Hepburn: Kojō no kyūketsuki 9 -Koi-) - 040. Kodzsó no kjúkecuki 10 -Rijú- (孤城の吸血鬼⑩―理由―; Hepburn: Kojō no kyūketsuki 10 -Riyū-) - 041. Jokaku (予覚; Hepburn: Yokaku) - 042. Szannin no otoko to hitori no kodomo (三人の男と一人の子供; Hepburn: Sannin no otoko to hitori no kodomo) - 043. Kakataisó (呵呵大笑; Hepburn: Kakataishō) - 044. Kidzsó no szúdzsi (机上の数字; Hepburn: Kijō no sūji) - 045. Sign - 046. Kuroszu Marian no fuin (クロス·マリアンの訃音; Hepburn: Kurosu Marian no fuin) | Szereplő(k) a borítón - Road Kamelot Oldalszám 192                                                                  | Szereplő(k) a borítón - Road Kamelot Oldalszám 192                                                                  |  |
| 5     | ISBN: ISBN 4-08-873832-2 | | | |  |
|       | | | | |  |
| 6     | Deríto (削除; Hepburn: Derīto) | Deríto (削除; Hepburn: Derīto) | 2005. október 4. | 2005. október 4. |  |
| 6     | Fejezetek - 047. Raisú no Mokuteki (来襲の目的; Hepburn: Raishū no Mokuteki) - 048. Tokojami no Kiaku (常闇の記憶; Hepburn: Tokoyami no Kiaku) - 049. Cumi (罪; Hepburn: Tsumi) - 050. Nakama no Koe (仲間の声; Hepburn: Nakama no Koe) - 051. Lost Sheep - 052. Ovari no Joru no Hadzsimari (終わりの夜のはじまり; Hepburn: Owari no Yoru no Hajimari) - 053. Szúman Dáku Szaigo no Kotoba (スーマン·ダーク最期の言葉; Hepburn: Sūman Dāku Saigo no Kotoba) - 054. Rend Allen's Heart - 055. Deríto (削除; Hepburn: Derīto) - 056. Naitomea (悪夢; Hepburn: Naitomea) | Fejezetek - 047. Raisú no Mokuteki (来襲の目的; Hepburn: Raishū no Mokuteki) - 048. Tokojami no Kiaku (常闇の記憶; Hepburn: Tokoyami no Kiaku) - 049. Cumi (罪; Hepburn: Tsumi) - 050. Nakama no Koe (仲間の声; Hepburn: Nakama no Koe) - 051. Lost Sheep - 052. Ovari no Joru no Hadzsimari (終わりの夜のはじまり; Hepburn: Owari no Yoru no Hajimari) - 053. Szúman Dáku Szaigo no Kotoba (スーマン·ダーク最期の言葉; Hepburn: Sūman Dāku Saigo no Kotoba) - 054. Rend Allen's Heart - 055. Deríto (削除; Hepburn: Derīto) - 056. Naitomea (悪夢; Hepburn: Naitomea) | Szereplő(k) a borítón - Tyki Mikk Oldalszám 200                                                                     | Szereplő(k) a borítón - Tyki Mikk Oldalszám 200                                                                     |  |
| 6     | ISBN: ISBN 4-08-873865-9 | | | |  |
|       | | | | |  |
| 7     | Toki no Hakaisa (予覚; Hepburn: Toki no Hakaisha) | Toki no Hakaisa (予覚; Hepburn: Toki no Hakaisha) | 2005. december 26.                                                                                                  | 2005. december 26.                                                                                                  |  |
| 7     | Fejezetek - 057. Crossroads - 058. Toki no Hakaisa (時の破壊者; Hepburn: Toki no Hakaisha) - 059. Siro no Kodó (白の鼓動; Hepburn: Shiro no Kodō) - 060. Csikai no Micsi (誓いの道; Hepburn: Chikai no Michi) - 061. Hidariude (左腕; Hepburn: Hidariude) - 062. Szakuszen (作戦; Hepburn: Sakusen) - 063. Anun no Szora (暗雲の空; Hepburn: Anun no Sora) - 064. Reberu 3 (レベル3; Hepburn: Reberu 3) - 065. Taitoru... (｢題名...｣; Hepburn: Taitoru...) - 066. Umi to Kumo Kara (海と雲から; Hepburn: Umi to Kumo Kara) | Fejezetek - 057. Crossroads - 058. Toki no Hakaisa (時の破壊者; Hepburn: Toki no Hakaisha) - 059. Siro no Kodó (白の鼓動; Hepburn: Shiro no Kodō) - 060. Csikai no Micsi (誓いの道; Hepburn: Chikai no Michi) - 061. Hidariude (左腕; Hepburn: Hidariude) - 062. Szakuszen (作戦; Hepburn: Sakusen) - 063. Anun no Szora (暗雲の空; Hepburn: Anun no Sora) - 064. Reberu 3 (レベル3; Hepburn: Reberu 3) - 065. Taitoru... (｢題名...｣; Hepburn: Taitoru...) - 066. Umi to Kumo Kara (海と雲から; Hepburn: Umi to Kumo Kara) | Szereplő(k) a borítón - Komui Lee Oldalszám 200                                                                     | Szereplő(k) a borítón - Komui Lee Oldalszám 200                                                                     |  |
| 7     | ISBN: ISBN 4-08-873888-8 | | | |  |
|       | | | | |  |
| 8     | Messzédzsi (予覚; Hepburn: Messēji) | Messzédzsi (予覚; Hepburn: Messēji) | 2006. július 4. | 2006. július 4. |  |
| 8     | Fejezetek - 067. Fumei Gensó (不明現象; Hepburn: Fumei Genshō) - 068. Sizumu Kuro (沈む黒; Hepburn: Shizumu Kuro) - 069. Szekai ga Horobu to iu Koto (世界が滅ぶということ; Hepburn: Sekai ga Horobu to iu Koto) - 070. Hangeki (反撃; Hepburn: Hangeki) - 071. Hakai no Daika (破壊の代価; Hepburn: Hakai no Daika) - 072. Szosite Umi Kara Kiete (そして海から消えて; Hepburn: Soshite Umi Kara Kiete) - 073. Crimson Snow - 074. Fune Modorogi Sódzso Modorazu (船斑ぎ少女戻らず; Hepburn: Fune Modorogi Shōjo Modorazu) - 075. Messzédzsi (予覚; Hepburn: Messēji) - 076. Roszuto Kaidzso (亡失解除; Hepburn: Rosuto Kaijo) | Fejezetek - 067. Fumei Gensó (不明現象; Hepburn: Fumei Genshō) - 068. Sizumu Kuro (沈む黒; Hepburn: Shizumu Kuro) - 069. Szekai ga Horobu to iu Koto (世界が滅ぶということ; Hepburn: Sekai ga Horobu to iu Koto) - 070. Hangeki (反撃; Hepburn: Hangeki) - 071. Hakai no Daika (破壊の代価; Hepburn: Hakai no Daika) - 072. Szosite Umi Kara Kiete (そして海から消えて; Hepburn: Soshite Umi Kara Kiete) - 073. Crimson Snow - 074. Fune Modorogi Sódzso Modorazu (船斑ぎ少女戻らず; Hepburn: Fune Modorogi Shōjo Modorazu) - 075. Messzédzsi (予覚; Hepburn: Messēji) - 076. Roszuto Kaidzso (亡失解除; Hepburn: Rosuto Kaijo) | Szereplő(k) a borítón - Bak Chang - Fo Oldalszám 204                                                                | Szereplő(k) a borítón - Bak Chang - Fo Oldalszám 204                                                                |  |
| 8     | ISBN: ISBN 4-08-874029-7 | | | |  |
|       | | | | |  |
| 9     | Bokura no Kibó (僕らの希望; Hepburn: Bokura no Kibō) | Bokura no Kibó (僕らの希望; Hepburn: Bokura no Kibō) | 2006. november 2.                                                                                                   | 2006. november 2.                                                                                                   |  |
| 9     | Fejezetek - 077. Naitomea Paradaiszu (ナイトメア·パラダイス; Hepburn: Naitomea Paradaisu) - 078. Messzédzsi Furomu Dzsaccsi (メッセージ フロム ジャッチ; Hepburn: Messēji Furomu Jacchi) - 079. Taiszen, Edo + Csúgoku (対戦·江戸+中国; Hepburn: Taisen, Edo + Chūgoku) - 080. Konvaku no Siro (困惑の白; Hepburn: Konwaku no Shiro) - 081. Bokura no Kibó (僕らの希望; Hepburn: Bokura no Kibō) - 082. Szosite Aren va Aruite Itta (そしてアレンは歩いていった; Hepburn: Soshite Aren wa Aruite Itta) - 083. Micsi to Micsi, Szono Aida va Ibara (道と道 その間は棘; Hepburn: Michi to Michi, Sono Aida wa Ibara) - 084. Kimi to Tomo ni (キミと共に; Hepburn: Kimi to Tomo ni) - 085. Szono Gekicsú de Ai vo Endzsiru (その劇中でアイを演じる; Hepburn: Sono Gekichū de Ai wo Enjiru) - 086. Szosite Nemuri ni Cuku Koro ni (そして眠りにつく頃に; Hepburn: Soshite Nemuri ni Tsuku Koro ni)                                                    | Fejezetek - 077. Naitomea Paradaiszu (ナイトメア·パラダイス; Hepburn: Naitomea Paradaisu) - 078. Messzédzsi Furomu Dzsaccsi (メッセージ フロム ジャッチ; Hepburn: Messēji Furomu Jacchi) - 079. Taiszen, Edo + Csúgoku (対戦·江戸+中国; Hepburn: Taisen, Edo + Chūgoku) - 080. Konvaku no Siro (困惑の白; Hepburn: Konwaku no Shiro) - 081. Bokura no Kibó (僕らの希望; Hepburn: Bokura no Kibō) - 082. Szosite Aren va Aruite Itta (そしてアレンは歩いていった; Hepburn: Soshite Aren wa Aruite Itta) - 083. Micsi to Micsi, Szono Aida va Ibara (道と道 その間は棘; Hepburn: Michi to Michi, Sono Aida wa Ibara) - 084. Kimi to Tomo ni (キミと共に; Hepburn: Kimi to Tomo ni) - 085. Szono Gekicsú de Ai vo Endzsiru (その劇中でアイを演じる; Hepburn: Sono Gekichū de Ai wo Enjiru) - 086. Szosite Nemuri ni Cuku Koro ni (そして眠りにつく頃に; Hepburn: Soshite Nemuri ni Tsuku Koro ni)                                                    | Szereplő(k) a borítón - A Fekete Rend tagjai Oldalszám 208                                                          | Szereplő(k) a borítón - A Fekete Rend tagjai Oldalszám 208                                                          |  |
| 9     | ISBN: ISBN 4-08-874293-1 | | | |  |
|       | | | | |  |
| 10    | Noazu Memorí (ノアズ·メモリー; Hepburn: Noazu Memorī) | Noazu Memorí (ノアズ·メモリー; Hepburn: Noazu Memorī) | 2007. február 2. | 2007. február 2. |  |
| 10    | Fejezetek - 087. Tiedóru, Entorí (ティエドール、エントリー; Hepburn: Tiedōru, Entorī) - 088. Akujaku va Varaidaszu (悪役は笑い出す; Hepburn: Akuyaku wa Waraidasu) - 089. Toradzsikomedi (トラジコメディ; Hepburn: Torajikomedi) - 090. Heimaku Beru va Mada Naranai (閉幕ベルはまだ鳴らない; Hepburn: Heimaku Beru wa Mada Naranai) - 091. Kagi to Joccu no Tobira (鍵と4つの扉; Hepburn: Kagi to Yottsu no Tobira) - 092. Szukin Borikku Rúmu (スキン·ボリック·ルーム; Hepburn: Sukin Borikku Rūmu) - 093. Noazu Memorí 1 (ノアズ·メモリー·1; Hepburn: Noazu Memorī 1) - 094. Noazu Memorí 2 (ノアズ·メモリー·2; Hepburn: Noazu Memorī 2) - 095. Noazu Memorí 3 (ノアズ·メモリー·3; Hepburn: Noazu Memorī 3) - 096. Noazu Memorí 4 (ノアズ·メモリー·4; Hepburn: Noazu Memorī 4) - 097. Noazu Memorí 5 (ノアズ·メモリー·5; Hepburn: Noazu Memorī 5)                                                                                              | Fejezetek - 087. Tiedóru, Entorí (ティエドール、エントリー; Hepburn: Tiedōru, Entorī) - 088. Akujaku va Varaidaszu (悪役は笑い出す; Hepburn: Akuyaku wa Waraidasu) - 089. Toradzsikomedi (トラジコメディ; Hepburn: Torajikomedi) - 090. Heimaku Beru va Mada Naranai (閉幕ベルはまだ鳴らない; Hepburn: Heimaku Beru wa Mada Naranai) - 091. Kagi to Joccu no Tobira (鍵と4つの扉; Hepburn: Kagi to Yottsu no Tobira) - 092. Szukin Borikku Rúmu (スキン·ボリック·ルーム; Hepburn: Sukin Borikku Rūmu) - 093. Noazu Memorí 1 (ノアズ·メモリー·1; Hepburn: Noazu Memorī 1) - 094. Noazu Memorí 2 (ノアズ·メモリー·2; Hepburn: Noazu Memorī 2) - 095. Noazu Memorí 3 (ノアズ·メモリー·3; Hepburn: Noazu Memorī 3) - 096. Noazu Memorí 4 (ノアズ·メモリー·4; Hepburn: Noazu Memorī 4) - 097. Noazu Memorí 5 (ノアズ·メモリー·5; Hepburn: Noazu Memorī 5)                                                                                              | Szereplő(k) a borítón - Miranda Lotto - Kanda Yu - Allen Walker - Timcanpy - Lenalee Lee - Skin Bolik Oldalszám 208 | Szereplő(k) a borítón - Miranda Lotto - Kanda Yu - Allen Walker - Timcanpy - Lenalee Lee - Skin Bolik Oldalszám 208 |  |
| 10    | ISBN: ISBN 978-4-08-874318-9 | | | |  |
|       | | | | |  |
| 11    | Rúdzsu no Butai (ルージュの舞台; Hepburn: Rūju no Butai) | Rúdzsu no Butai (ルージュの舞台; Hepburn: Rūju no Butai) | 2007. május 2. | 2007. május 2. |  |
| 11    | Fejezetek - 098. Cuinzu Rúmu (ツインズ･ルーム; Hepburn: Tsuinzu Rūmu) - 099. Sakkin Kuraisiszu (借金クライシス; Hepburn: Shakkin Kuraishisu) - 100. Lost the Key?! - 101. Dzsaszudero to Debitto (ジャスデロとデビット; Hepburn: Jasudero to Debitto) - 102. Bad Game - 103. An Unruly Child - 104. Sindzsiru to iu Bokura no Cujosa (信じるという僕らの強さ; Hepburn: Shinjiru to iu Bokura no Tsuyosa) - 105. Rúdzsu no Butai (ルージュの舞台; Hepburn: Rūju no Butai) - 106. Crimson Shake - 107. Hicugi ni Cutau va... (棺に伝うは...; Hepburn: Hitsugi ni Tsutau wa...) | Fejezetek - 098. Cuinzu Rúmu (ツインズ･ルーム; Hepburn: Tsuinzu Rūmu) - 099. Sakkin Kuraisiszu (借金クライシス; Hepburn: Shakkin Kuraishisu) - 100. Lost the Key?! - 101. Dzsaszudero to Debitto (ジャスデロとデビット; Hepburn: Jasudero to Debitto) - 102. Bad Game - 103. An Unruly Child - 104. Sindzsiru to iu Bokura no Cujosa (信じるという僕らの強さ; Hepburn: Shinjiru to iu Bokura no Tsuyosa) - 105. Rúdzsu no Butai (ルージュの舞台; Hepburn: Rūju no Butai) - 106. Crimson Shake - 107. Hicugi ni Cutau va... (棺に伝うは...; Hepburn: Hitsugi ni Tsutau wa...) | Szereplő(k) a borítón - Jasdero - Debitto Oldalszám 200                                                             | Szereplő(k) a borítón - Jasdero - Debitto Oldalszám 200                                                             |  |
| 11    | ISBN: ISBN 978-4-08-874341-7 | | | |  |
|       | | | | |  |
| 12    | Poker | Poker | 2007. augusztus 3.                                                                                                  | 2007. augusztus 3.                                                                                                  |  |
| 12    | Fejezetek - 108. Buraddi Kurórí (ブラッディ·クロウリー; Hepburn: Buraddi Kurōrī) - 109. Mabuta vo Todzsi Makuhiki no Aku (瞼を閉じ幕引きの赤; Hepburn: Mabuta wo Toji Makuhiki no Aku) - 110. Hicudzsi no Banszankai (羊の晩餐会; Hepburn: Hitsuji no Bansankai) - 111. Jami Iro Rapuszodí (闇色ラプソディー; Hepburn: Yami Iro Rapusodī) - 112. Poker - 113. Hakaiteki Sípu (破壊的シープ; Hepburn: Hakaiteki Shīpu) - 114. Kirecu Cserí (亀裂チェリー; Hepburn: Kiretsu Cherī) - 115. Jovaki Hito (ヨワキ ヒト; Hepburn: Yowaki Hito) - 116. Rinkaisa Sucugen (臨界者出現; Hepburn: Rinkaisha Shutsugen) - 117. Jaszasisza to Cujosza to (優しさと強さと; Hepburn: Yasashisa to Tsuyosa to) - 118. Ma -a devil- (魔−a devil−; Hepburn: Ma -a devil-) | Fejezetek - 108. Buraddi Kurórí (ブラッディ·クロウリー; Hepburn: Buraddi Kurōrī) - 109. Mabuta vo Todzsi Makuhiki no Aku (瞼を閉じ幕引きの赤; Hepburn: Mabuta wo Toji Makuhiki no Aku) - 110. Hicudzsi no Banszankai (羊の晩餐会; Hepburn: Hitsuji no Bansankai) - 111. Jami Iro Rapuszodí (闇色ラプソディー; Hepburn: Yami Iro Rapusodī) - 112. Poker - 113. Hakaiteki Sípu (破壊的シープ; Hepburn: Hakaiteki Shīpu) - 114. Kirecu Cserí (亀裂チェリー; Hepburn: Kiretsu Cherī) - 115. Jovaki Hito (ヨワキ ヒト; Hepburn: Yowaki Hito) - 116. Rinkaisa Sucugen (臨界者出現; Hepburn: Rinkaisha Shutsugen) - 117. Jaszasisza to Cujosza to (優しさと強さと; Hepburn: Yasashisa to Tsuyosa to) - 118. Ma -a devil- (魔−a devil−; Hepburn: Ma -a devil-) | Szereplő(k) a borítón - III. Aristar Krory - Eliade Oldalszám 216                                                   | Szereplő(k) a borítón - III. Aristar Krory - Eliade Oldalszám 216                                                   |  |
| 12    | ISBN: ISBN 978-4-08-874403-2 | | | |  |
|       | | | | |  |
| 13    | Jami no Koe (闇の吟; Hepburn: Yami no Koe) | Jami no Koe (闇の吟; Hepburn: Yami no Koe) | 2007. december 4.                                                                                                   | 2007. december 4.                                                                                                   |  |
| 13    | Fejezetek - 119. Ra+Bi (｢ラ｣+｢ビ｣; Hepburn: Ra+Bi) - 120. Na+Ka+Ma (｢ナ｣+｢カ｣+｢マ｣; Hepburn: Na+Ka+Ma) - 121. Ore (｢オレ｣; Hepburn: Ore) - 122. Equal - 123. Jami no Koe (闇の吟; Hepburn: Yami no Koe) - 124. Burakku Kánibaru (ブラックカーニバル; Hepburn: Burakku Kānibaru) - 125. Houkai (崩壊; Hepburn: Houkai) - 126. Szoba ni (傍に; Hepburn: Soba ni) - 127. Sucugen (出現; Hepburn: Shutsugen) - 128. TWO | Fejezetek - 119. Ra+Bi (｢ラ｣+｢ビ｣; Hepburn: Ra+Bi) - 120. Na+Ka+Ma (｢ナ｣+｢カ｣+｢マ｣; Hepburn: Na+Ka+Ma) - 121. Ore (｢オレ｣; Hepburn: Ore) - 122. Equal - 123. Jami no Koe (闇の吟; Hepburn: Yami no Koe) - 124. Burakku Kánibaru (ブラックカーニバル; Hepburn: Burakku Kānibaru) - 125. Houkai (崩壊; Hepburn: Houkai) - 126. Szoba ni (傍に; Hepburn: Soba ni) - 127. Sucugen (出現; Hepburn: Shutsugen) - 128. TWO | Szereplő(k) a borítón - A Fekete Rend tagjai Oldalszám 200                                                          | Szereplő(k) a borítón - A Fekete Rend tagjai Oldalszám 200                                                          |  |
| 13    | ISBN: ISBN 978-4-08-874435-3 | | | |  |
|       | | | | |  |
| 14    | Minna ga Kaette Kitara (みんなが帰ってきたら; Hepburn: Minna ga Kaette Kitara) | Minna ga Kaette Kitara (みんなが帰ってきたら; Hepburn: Minna ga Kaette Kitara) | 2008. március 4. | 2008. március 4. |  |
| 14    | Fejezetek - 129. Kokubjaku 0-do (黒白0℃; Hepburn: Kokubyaku 0-do) - 130. Zóo no Hitomi (憎悪の瞳; Hepburn: Zōo no Hitomi) - 131. Szósa no Kage (奏者の影; Hepburn: Sōsha no Kage) - 132. Szósa!!? (奏者!!?; Hepburn: Sōsha!!?) - 133. Minna ga Kaette Kitara (みんなが帰ってきたら; Hepburn: Minna ga Kaette Kitara) - 134. Hakobune no Jukue (方舟の行方; Hepburn: Hakobune no Yukue) - 135. Anszoku Tokidoki Kumori (安息時々曇り; Hepburn: Ansoku Tokidoki Kumori) - 136. Hicudzsi to Inu (羊と犬; Hepburn: Hitsuji to Inu) - 137. Szutego to Piero (捨て子とピエロ; Hepburn: Sutego to Piero) - 138. Daga Szuszumu Toki no Hari (だが進む刻の針; Hepburn: Daga Susumu Toki no Hari) | Fejezetek - 129. Kokubjaku 0-do (黒白0℃; Hepburn: Kokubyaku 0-do) - 130. Zóo no Hitomi (憎悪の瞳; Hepburn: Zōo no Hitomi) - 131. Szósa no Kage (奏者の影; Hepburn: Sōsha no Kage) - 132. Szósa!!? (奏者!!?; Hepburn: Sōsha!!?) - 133. Minna ga Kaette Kitara (みんなが帰ってきたら; Hepburn: Minna ga Kaette Kitara) - 134. Hakobune no Jukue (方舟の行方; Hepburn: Hakobune no Yukue) - 135. Anszoku Tokidoki Kumori (安息時々曇り; Hepburn: Ansoku Tokidoki Kumori) - 136. Hicudzsi to Inu (羊と犬; Hepburn: Hitsuji to Inu) - 137. Szutego to Piero (捨て子とピエロ; Hepburn: Sutego to Piero) - 138. Daga Szuszumu Toki no Hari (だが進む刻の針; Hepburn: Daga Susumu Toki no Hari) | Szereplő(k) a borítón - Cross Marian - Maria Oldalszám 200                                                          | Szereplő(k) a borítón - Cross Marian - Maria Oldalszám 200                                                          |  |
| 14    | ISBN: ISBN 978-4-08-874486-5 | | | |  |
|       | | | | |  |
| 15    | Honbu Súgeki (本部襲撃; Hepburn: Honbu Shūgeki) | Honbu Súgeki (本部襲撃; Hepburn: Honbu Shūgeki) | 2008. június 4. | 2008. június 4. |  |
| 15    | Fejezetek - 139. Honbu Súgeki (本部襲撃; Hepburn: Honbu Shūgeki) - 140. Tobira no Mukou (扉の向こう; Hepburn: Tobira no Mukou) - 141. Mikata (味方; Hepburn: Mikata) - 142. Come On Now - 143. Siszen (シセン; Hepburn: Shisen) - 144. Burakku Szutá, Reddo Szutá (ブラックスター·レッドスター; Hepburn: Burakku Sutā, Reddo Sutā) - 145. Darkness 4 - 146. Dáku Csairudo (ダークチャイルド; Hepburn: Dāku Chairudo) - 147. Szacuriku Heiki (さつりくへいき; Hepburn: Satsuriku Heiki) - 148. Jobigoe (ヨビゴエ; Hepburn: Yobigoe) - 149. Ano Hi, Sódzso va (あの日, 少女は; Hepburn: Ano Hi, Shōjo wa) | Fejezetek - 139. Honbu Súgeki (本部襲撃; Hepburn: Honbu Shūgeki) - 140. Tobira no Mukou (扉の向こう; Hepburn: Tobira no Mukou) - 141. Mikata (味方; Hepburn: Mikata) - 142. Come On Now - 143. Siszen (シセン; Hepburn: Shisen) - 144. Burakku Szutá, Reddo Szutá (ブラックスター·レッドスター; Hepburn: Burakku Sutā, Reddo Sutā) - 145. Darkness 4 - 146. Dáku Csairudo (ダークチャイルド; Hepburn: Dāku Chairudo) - 147. Szacuriku Heiki (さつりくへいき; Hepburn: Satsuriku Heiki) - 148. Jobigoe (ヨビゴエ; Hepburn: Yobigoe) - 149. Ano Hi, Sódzso va (あの日, 少女は; Hepburn: Ano Hi, Shōjo wa) | Szereplő(k) a borítón - Kanda Yu - Froi Tiedoll - Noise Marie - Chaoji Han Oldalszám 200                            | Szereplő(k) a borítón - Kanda Yu - Froi Tiedoll - Noise Marie - Chaoji Han Oldalszám 200                            |  |
| 15    | ISBN: ISBN 978-4-08-874528-2 | | | |  |
|       | | | | |  |
| 16    | Next Stage | Next Stage | 2008. szeptember 4.                                                                                                 | 2008. szeptember 4.                                                                                                 |  |
| 16    | Fejezetek - 150. Csi to Kuszari (血と鎖; Hepburn: Chi to Kusari) - 151. Daikirai na Kamiszama e (だいきらいなかみさまへ; Hepburn: Daikirai na Kamisama e) - 152. Szosite Jakuszoku no Kotoba vo Kavasimasó (そして約束のコトバを交わしましょう; Hepburn: Soshite Yakusoku no Kotoba wo Kawashimashō) - 153. Aka no Kakugo (アカノカクゴ; Hepburn: Aka no Kakugo) - 154. Szenszen Hendó (戦線ヘンドウ; Hepburn: Sensen Hendō) - 155. Nagai Asza ni Hibiku (長い朝に響く; Hepburn: Nagai Asa ni Hibiku) - 156. The Next Stage - 157. Recsitatívo (レチタティーヴォ; Hepburn: Rechitatīvo) - 158. Aku no Hana (悪の花; Hepburn: Aku no Hana) - 159. Arasi no Hikkosi, Gozen Nidzsi (嵐の引っ越し 午前2時; Hepburn: Arashi no Hikkoshi, Gozen Niji) - 160. Kuro no Kjódan Kaimecu Dzsiken Futatabi (黒の教団壊滅事件再び; Hepburn: Kuro no Kyōdan Kaimetsu Jiken Futatabi)                                                                            | Fejezetek - 150. Csi to Kuszari (血と鎖; Hepburn: Chi to Kusari) - 151. Daikirai na Kamiszama e (だいきらいなかみさまへ; Hepburn: Daikirai na Kamisama e) - 152. Szosite Jakuszoku no Kotoba vo Kavasimasó (そして約束のコトバを交わしましょう; Hepburn: Soshite Yakusoku no Kotoba wo Kawashimashō) - 153. Aka no Kakugo (アカノカクゴ; Hepburn: Aka no Kakugo) - 154. Szenszen Hendó (戦線ヘンドウ; Hepburn: Sensen Hendō) - 155. Nagai Asza ni Hibiku (長い朝に響く; Hepburn: Nagai Asa ni Hibiku) - 156. The Next Stage - 157. Recsitatívo (レチタティーヴォ; Hepburn: Rechitatīvo) - 158. Aku no Hana (悪の花; Hepburn: Aku no Hana) - 159. Arasi no Hikkosi, Gozen Nidzsi (嵐の引っ越し 午前2時; Hepburn: Arashi no Hikkoshi, Gozen Niji) - 160. Kuro no Kjódan Kaimecu Dzsiken Futatabi (黒の教団壊滅事件再び; Hepburn: Kuro no Kyōdan Kaimetsu Jiken Futatabi)                                                                            | Szereplő(k) a borítón - A Fekete Rend tagjai Oldalszám 200                                                          | Szereplő(k) a borítón - A Fekete Rend tagjai Oldalszám 200                                                          |  |
| 16    | ISBN: ISBN 978-4-08-874566-4 | | | |  |
|       | | | | |  |
| 17    | Sótai (正体; Hepburn: Shōtai) | Sótai (正体; Hepburn: Shōtai) | 2008. december 4.                                                                                                   | 2008. december 4.                                                                                                   |  |
| 17    | Fejezetek - 161. Kuro no Kjódan Kaimecu Dzsiken Agein (黒の教団壊滅事件アゲイン; Hepburn: Kuro no Kyōdan Kaimetsu Jiken Agein) - 162. Kuro no Kjódan Kaimecu Dzsiken Ritánzu (黒の教団壊滅事件リターンズ; Hepburn: Kuro no Kyōdan Kaimetsu Jiken Ritānzu) - 163. Kuro no Kjódan Kaimecu Dzsiken Siriaszu (黒の教団壊滅事件シリアス; Hepburn: Kuro no Kyōdan Kaimetsu Jiken Shiriasu) - 164. Kuro no Kjódan Honto ni Kaimecu (黒の教団ホントに壊滅; Hepburn: Kuro no Kyōdan Honto ni Kaimetsu) - 165. Ame (雨; Hepburn: Ame) - 166. Sótai (正体; Hepburn: Shōtai) - 167. Andzsi (アンジ; Hepburn: Anji) - 168. Vakaremicsi (ワカレミチ; Hepburn: Wakaremichi) - 169. There Was a Silence - 170. Tóka Go... (十日後...; Hepburn: Tōka Go...) - 171. Uraomote (ウラオモテ; Hepburn: Uraomote) | Fejezetek - 161. Kuro no Kjódan Kaimecu Dzsiken Agein (黒の教団壊滅事件アゲイン; Hepburn: Kuro no Kyōdan Kaimetsu Jiken Agein) - 162. Kuro no Kjódan Kaimecu Dzsiken Ritánzu (黒の教団壊滅事件リターンズ; Hepburn: Kuro no Kyōdan Kaimetsu Jiken Ritānzu) - 163. Kuro no Kjódan Kaimecu Dzsiken Siriaszu (黒の教団壊滅事件シリアス; Hepburn: Kuro no Kyōdan Kaimetsu Jiken Shiriasu) - 164. Kuro no Kjódan Honto ni Kaimecu (黒の教団ホントに壊滅; Hepburn: Kuro no Kyōdan Honto ni Kaimetsu) - 165. Ame (雨; Hepburn: Ame) - 166. Sótai (正体; Hepburn: Shōtai) - 167. Andzsi (アンジ; Hepburn: Anji) - 168. Vakaremicsi (ワカレミチ; Hepburn: Wakaremichi) - 169. There Was a Silence - 170. Tóka Go... (十日後...; Hepburn: Tōka Go...) - 171. Uraomote (ウラオモテ; Hepburn: Uraomote) | Szereplő(k) a borítón - Malcom C. Leverier - Howard Link Oldalszám 200                                              | Szereplő(k) a borítón - Malcom C. Leverier - Howard Link Oldalszám 200                                              |  |
| 17    | ISBN: ISBN 978-4-08-874605-0 | | | |  |
|       | | | | |  |
| 18    | Ronrí Bói (ロンリーボーイ; Hepburn: Ronrī Bōi) | Ronrí Bói (ロンリーボーイ; Hepburn: Ronrī Bōi) | 2009. június 4. | 2009. június 4. |  |
| 18    | Fejezetek - 172. G kara no Jokoku Dzsó (Gからの予告状; Hepburn: G kara no Yokoku Jō) - 173. Koszodoro? Gószuto? Inoszenszu? (コソドロ?ゴースト?イノセンス?; Hepburn: Kosodoro? Gōsuto? Inosensu?) - 174. Nottorareta Kanszakan (乗っ取られた監査官; Hepburn: Nottorareta Kansakan) - 175. Dorobó no Kodomo (ドロボーのコドモ; Hepburn: Dorobō no Kodomo) - 176. Hekidzsi (Kekkai) no Tatakai (結界の戦い; Hepburn: Hekiji (Kekkai) no Tatakai) - 177. Ronrí Bói (ロンリーボーイ; Hepburn: Ronrī Bōi) - 178. Gomen Naszai (ごめんなさい; Hepburn: Gomen Nasai) - 179. TIMOTHY INNOCENCE - 180. Cukikami Reberu «Ni» (憑神れべる《弐》; Hepburn: Tsukikami Reberu «Ni») - 181. Hisó Natehatena (緋粧ナテハテナ; Hepburn: Hishō Natehatena) | Fejezetek - 172. G kara no Jokoku Dzsó (Gからの予告状; Hepburn: G kara no Yokoku Jō) - 173. Koszodoro? Gószuto? Inoszenszu? (コソドロ?ゴースト?イノセンス?; Hepburn: Kosodoro? Gōsuto? Inosensu?) - 174. Nottorareta Kanszakan (乗っ取られた監査官; Hepburn: Nottorareta Kansakan) - 175. Dorobó no Kodomo (ドロボーのコドモ; Hepburn: Dorobō no Kodomo) - 176. Hekidzsi (Kekkai) no Tatakai (結界の戦い; Hepburn: Hekiji (Kekkai) no Tatakai) - 177. Ronrí Bói (ロンリーボーイ; Hepburn: Ronrī Bōi) - 178. Gomen Naszai (ごめんなさい; Hepburn: Gomen Nasai) - 179. TIMOTHY INNOCENCE - 180. Cukikami Reberu «Ni» (憑神れべる《弐》; Hepburn: Tsukikami Reberu «Ni») - 181. Hisó Natehatena (緋粧ナテハテナ; Hepburn: Hishō Natehatena) | Szereplő(k) a borítón - Timothy Hearst - Tsukikami Oldalszám 192                                                    | Szereplő(k) a borítón - Timothy Hearst - Tsukikami Oldalszám 192                                                    |  |
| 18    | ISBN: ISBN 978-4-08-874642-5 | | | |  |
|       | | | | |  |
| 19    | Szeiszen Buraddo (聖戦ブラッド; Hepburn: Seisen Buraddo) | Szeiszen Buraddo (聖戦ブラッド; Hepburn: Seisen Buraddo) | 2009. december 4.                                                                                                   | 2009. december 4.                                                                                                   |  |
| 19    | Fejezetek - 182. Darkness Touch - 183. Kao vo Araeba Daidzsóbu (顔を洗えばだいじょうぶ; Hepburn: Kao wo Araeba Daijōbu) - 184. Neogipuszu (ネオギプス; Hepburn: Neogipusu) - 185. Zó Ai Kara Umaruru (憎愛から生まるる; Hepburn: Zō Ai Kara Umaruru) - 186. Maborosi (幻; Hepburn: Maboroshi) - 187. Party and Party - 188. Szeiszen Buraddo (聖戦ブラッド; Hepburn: Seisen Buraddo) | Fejezetek - 182. Darkness Touch - 183. Kao vo Araeba Daidzsóbu (顔を洗えばだいじょうぶ; Hepburn: Kao wo Araeba Daijōbu) - 184. Neogipuszu (ネオギプス; Hepburn: Neogipusu) - 185. Zó Ai Kara Umaruru (憎愛から生まるる; Hepburn: Zō Ai Kara Umaruru) - 186. Maborosi (幻; Hepburn: Maboroshi) - 187. Party and Party - 188. Szeiszen Buraddo (聖戦ブラッド; Hepburn: Seisen Buraddo) | Szereplő(k) a borítón - Allen Walker - Tyki Mikk - Road Kamelot Oldalszám 196                                       | Szereplő(k) a borítón - Allen Walker - Tyki Mikk - Road Kamelot Oldalszám 196                                       |  |
| 19    | ISBN: ISBN 978-4-08-874675-3 | | | |  |
|       | | | | |  |
| 20    | Juda no Ko (ユダの呼; Hepburn: Yuda no Ko) | Juda no Ko (ユダの呼; Hepburn: Yuda no Ko) | 2010. június 4. | 2010. június 4. |  |
| 20    | Fejezetek - 189. Juda no Ko (ユダの呼; Hepburn: Yuda no Ko) - 190. Adabana no Niva (徒花の庭; Hepburn: Adabana no Niwa) - 191. Ai no Kioku (アイの記憶; Hepburn: Ai no Kioku) - 192. Abakareta Sito (暴かれた使途; Hepburn: Abakareta Shito) - 193. Friend | Fejezetek - 189. Juda no Ko (ユダの呼; Hepburn: Yuda no Ko) - 190. Adabana no Niva (徒花の庭; Hepburn: Adabana no Niwa) - 191. Ai no Kioku (アイの記憶; Hepburn: Ai no Kioku) - 192. Abakareta Sito (暴かれた使途; Hepburn: Abakareta Shito) - 193. Friend | Szereplő(k) a borítón - Allen Walker - Kanda Yu Oldalszám 196                                                       | Szereplő(k) a borítón - Allen Walker - Kanda Yu Oldalszám 196                                                       |  |
| 20    | ISBN: ISBN 978-4-08-874764-4 | | | |  |
|       | | | | |  |
| 21    | Ritoru Gubai (リトル グッバイ; Hepburn: Ritoru Gubai) | Ritoru Gubai (リトル グッバイ; Hepburn: Ritoru Gubai) | 2010. december 3.                                                                                                   | 2010. december 3.                                                                                                   |  |
| 21    | Fejezetek - 194. Aruma Karuma Kakuszei (アルマ＝カルマ覚醒; Hepburn: Aruma Karuma Kakusei) - 195. Hamon (波紋; Hepburn: Hamon) - 196. Ike!! (行け!!; Hepburn: Ike!!) - 197. Szure, Csigaite (擦れ、違いて; Hepburn: Sure, Chigaite) - 198. Adabana no Sindzsicu (徒花の真実; Hepburn: Adabana no Shinjitsu) - 199. Ritoru Gubai (リトル グッバイ; Hepburn: Ritoru Gubai) | Fejezetek - 194. Aruma Karuma Kakuszei (アルマ＝カルマ覚醒; Hepburn: Aruma Karuma Kakusei) - 195. Hamon (波紋; Hepburn: Hamon) - 196. Ike!! (行け!!; Hepburn: Ike!!) - 197. Szure, Csigaite (擦れ、違いて; Hepburn: Sure, Chigaite) - 198. Adabana no Sindzsicu (徒花の真実; Hepburn: Adabana no Shinjitsu) - 199. Ritoru Gubai (リトル グッバイ; Hepburn: Ritoru Gubai) | Szereplő(k) a borítón - Allen Walker Oldalszám 196                                                                  | Szereplő(k) a borítón - Allen Walker Oldalszám 196                                                                  |  |
| 21    | ISBN: ISBN 978-4-08-870133-2 | | | |  |
|       | | | | |  |
| 22    | Fate | Fate | 2011. június 3. | 2011. június 3. |  |
| 22    | Fejezetek - 200. Hamecu no Susi (破滅の種子; Hepburn: Hametsu no Shushi) - 201. Zecubó no Zainin (絶望の罪人; Hepburn: Zetsubō no Zainin) - 202. Kavaru Szekai (変わる世界; Hepburn: Kawaru Sekai) - 203. Fate - Ucucu - (Fate -現-; Hepburn: Fate - Utsutsu -) - 204. Vakare no Jokan (別れの予感; Hepburn: Wakare no Yokan) - 205. My home | Fejezetek - 200. Hamecu no Susi (破滅の種子; Hepburn: Hametsu no Shushi) - 201. Zecubó no Zainin (絶望の罪人; Hepburn: Zetsubō no Zainin) - 202. Kavaru Szekai (変わる世界; Hepburn: Kawaru Sekai) - 203. Fate - Ucucu - (Fate -現-; Hepburn: Fate - Utsutsu -) - 204. Vakare no Jokan (別れの予感; Hepburn: Wakare no Yokan) - 205. My home | Szereplő(k) a borítón - Lenalee Lee Oldalszám 204                                                                   | Szereplő(k) a borítón - Lenalee Lee Oldalszám 204                                                                   |  |
| 22    | ISBN: ISBN 978-4-08-870240-7 | | | |  |
|       | | | | |  |
| 23    | Ajumi daszu mono (歩みだすもの; Hepburn: Ayumi dasu mono) | Ajumi daszu mono (歩みだすもの; Hepburn: Ayumi dasu mono) | 2012. április 4. | 2012. április 4. |  |
| 23    | Fejezetek - 206. Maria no Siszen (マリアの視線; Hepburn: Maria no Shisen) - 207. Ajumi daszu mono (歩みだすもの; Hepburn: Ayumi dasu mono) - 208. Majoi Ikiru Bokura va (迷い生きる僕らは; Hepburn: Mayoi Ikiru Bokura wa) - 209. A.W (Aren Vóká) vo Tazunete - Dókósa (A.W.（アレン・ウォーカー）をたずねて・同行者; Hepburn: A.W (Aren Wōkā) wo Tazunete - Dōkōsha) - 210. A.W (Aren Vóká) vo Tazunete - Rijú (A.W.（アレン・ウォーカー）をたずねて・理由; Hepburn: A.W (Aren Wōkā) wo Tazunete - Riyū) - 211. A.W (Aren Vóká) vo Tazunete - Szaikai (A・W（アレン・ウォーカー）をたずねて・再会; Hepburn: A.W. (Aren Wōkā) wo Tazunete - Saikai) - 212. A.W (Aren Vóká) vo Tazunete - Kimi vo Jobu ((A.W.（アレン・ウォーカー）をたずねて・君を呼ぶ; Hepburn: A.W (Aren Wōkā) wo Tazunete - Kimi wo Yobu) | Fejezetek - 206. Maria no Siszen (マリアの視線; Hepburn: Maria no Shisen) - 207. Ajumi daszu mono (歩みだすもの; Hepburn: Ayumi dasu mono) - 208. Majoi Ikiru Bokura va (迷い生きる僕らは; Hepburn: Mayoi Ikiru Bokura wa) - 209. A.W (Aren Vóká) vo Tazunete - Dókósa (A.W.（アレン・ウォーカー）をたずねて・同行者; Hepburn: A.W (Aren Wōkā) wo Tazunete - Dōkōsha) - 210. A.W (Aren Vóká) vo Tazunete - Rijú (A.W.（アレン・ウォーカー）をたずねて・理由; Hepburn: A.W (Aren Wōkā) wo Tazunete - Riyū) - 211. A.W (Aren Vóká) vo Tazunete - Szaikai (A・W（アレン・ウォーカー）をたずねて・再会; Hepburn: A.W. (Aren Wōkā) wo Tazunete - Saikai) - 212. A.W (Aren Vóká) vo Tazunete - Kimi vo Jobu ((A.W.（アレン・ウォーカー）をたずねて・君を呼ぶ; Hepburn: A.W (Aren Wōkā) wo Tazunete - Kimi wo Yobu) | Szereplő(k) a borítón - Kanda Yu - Johnny Gill Oldalszám 196                                                        | Szereplő(k) a borítón - Kanda Yu - Johnny Gill Oldalszám 196                                                        |  |
| 23    | ISBN: ISBN 978-4-08-870392-3 | | | |  |

## Tankóbon formában még ki nem adott fejezetek
- 213. A.W. (Aren Vóká) vo Tazunete - Himeru Mono (A.W（アレン・ウォーカー）をたずねて・秘める者; Hepburn: A.W. (Aren Wōkā) wo Tazunete - Himeru Mono?)
- 214. A.W. (Aren Vóká) vo Tazunete - Mezame (A.W（アレン・ウォーカー）をたずねて・目覚め; Hepburn: A.W. (Aren Wōkā) wo Tazunete - Mezame?)
- 215. A.W. (Aren Vóká) vo Tazunete - Kimi no Szoba ni ( A.W（アレン・ウォーカー) をたずねて・キミの傍に; Hepburn: A.W. (Aren Wōkā) wo Tazunete - Kimi no Soba ni?)
- 216. A.W. (Aren Vóká) vo Tazunete - Súgeki ( A.W（アレン・ウォーカー) をたずねて・襲撃; Hepburn: A.W. (Aren Wōkā) wo Tazunete - Shūgeki?)
- 217. A.W. (Aren Vóká) vo Tazunete - One seat empty (A.W（アレン・ウォーカー) をたずねて・One seat empty; Hepburn: A.W. (Aren Wōkā) wo Tazunete - One seat empty?)
- 218. A.W. (Aren Vóká) vo Tazunete - "D" (A.W（アレン・ウォーカー）をたずねて・「D」; Hepburn: A.W. (Aren Wōkā) wo Tazunete - "D"?)